# Lohberger Brigade
Als Lohberger Brigade oder Brigade Lohberg wird eine Gruppe von rund 25 Personen aus der salafistisch-dschihadistischen Szene in Dinslaken-Lohberg bezeichnet. Gegen einen Teil dieses Personenkreises waren bzw. sind staatsanwaltliche Ermittlungsverfahren anhängig. Mehr als ein Dutzend dieser Personen waren bzw. sind nach Syrien ausgereist. Einige von ihnen sind wieder nach Deutschland zurückgekehrt. Vor der Gründung der Gruppe hatten sich einige ihrer Mitglieder bei den Grauen Wölfen radikalisiert.
Die Bezeichnung Brigade Lohberg wurde nach Ansicht des Verfassungsschutzes Nordrhein-Westfalen über Internet-Propaganda bekannt. Darin soll sich mit diesem Begriff eine Gruppe bezeichnet haben, die sich anfangs gemeinsam in Syrien aufgehalten hatte. Der Name suggeriere die Existenz einer zusammenhängenden Gruppe deutschsprachiger Personen. Gleichwohl wurden keine gemeinsamen Gewaltaktionen dieser Gruppe bekannt. Es erschienen jedoch Berichte, dass Mitglieder dieser Gruppe in einem Foltergefängnis der terroristischen Vereinigung Islamischer Staat (IS) gearbeitet hatten und dass einige Personen aus dieser Gruppe unter Umständen verstorben waren, die nahelegen, dass sie sich ebenfalls dem IS angeschlossen hatten.

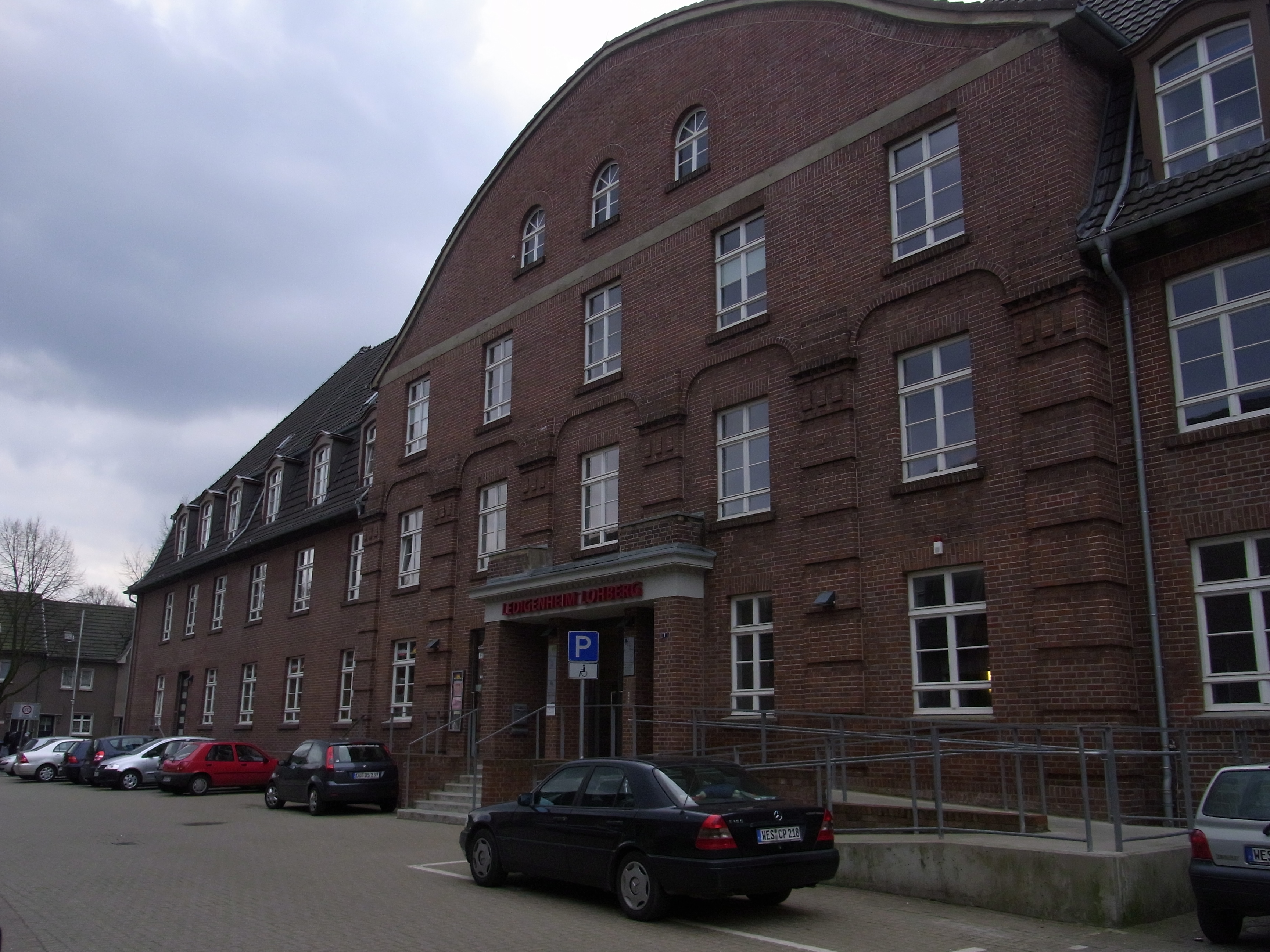
Ehemaliges Ledigenheim der Werksiedlung Alt-Lohberg, Steigerstraße 13, Sitz des 2011 gegründeten Dinslakener Instituts für Bildung

Zu diesen verstorbenen Personen zählen Hasan D., Marcel L. sowie Mustafa K., über den im Internet ein Bild mit geköpften, mutmaßlich kurdischen Kämpfern in Nord-Syrien kursierte. Über Marcel L. liegen Berichte vor, nach denen er im Dienste des Islamischen Staats an Folterungen von Gefangenen beteiligt war. Hasan D. (alias Abū Ǧaʿfar al Almani) kam nach Angaben von Sicherheitsbehörden im Frühjahr 2015 bei Kämpfen um die nordsyrische Stadt Ain al-Arab (Kobanê) um. Seinen „heldenhaften“ Lebensweg würdigte das IS-Magazin Dabiq 2016 in einer deutschsprachigen Ausgabe. Er war der zweite Vorsitzende eines „Bildungsvereins“ mit dem Namen Dinslakener Institut für Bildung gewesen, den die Lohberger Brigade im August 2011 in Dinslaken-Lohberg gegründet hatte und aus dem heraus später zwei Dutzend Extremisten als freiwillige Kämpfer nach Syrien zogen.
Als ein Hauptakteur aus der Lohberger Brigade wird der aus Dinslaken stammende Konvertit Philip B. (alias Abu Usama al-Almani) eingeschätzt. Er reiste als einer der ersten aus Nordrhein-Westfalen aus und bekannte sich zum Islamischen Staat. Dessen selbsternanntem „Kalifen“ gelobte er die Treue und rief seine Glaubensbrüder dazu auf, nach Syrien zu kommen und im Kampf gegen die Ungläubigen „alles für Allah zu geben“. Es bestehen Hinweise, dass sich Philip B. am 5. August 2014 südwestlich der irakischen Stadt Mossul als Selbstmordattentäter mit einem mit Sprengstoff präparierten Lastwagen in die Luft gesprengt und dabei zwanzig Kurden mit in den Tod gerissen hat. 
In einem Prozess vor dem Oberlandesgericht Celle machte Nils D. (alias Abu Ibrahim al-Almani), ein Konvertit und Syrien-Heimkehrer der Lohberger Brigade sowie Cousin von Philip B., im November 2015 umfangreiche Zeugenaussagen über sich und andere IS-Kämpfer. Demnach ist er 2013 nach Syrien ausgereist und hatte von April bis November 2014 einer IS-Spezialeinheit angehört, die „Deserteure“ des Islamischen Staats verfolgte, folterte und hinrichtete. Außerdem wirkte er als IS-Gefängniswärter. Seine Aussagen enthielten Berichte über öffentliche Erschießungen, Enthauptungen und eine Kreuzigung. Sie führten auch zu der Erkenntnis, dass sich die Lohberger Brigade mit der Gruppe Millatu Ibrahim aus Solingen in Syrien getroffen und dort teilweise gemeinsam im Bürgerkrieg operiert hatte. Von dem Oberlandesgericht Düsseldorf wurde Nils D. Anfang März 2016 wegen seiner Geständnisse und Aussagen als Kronzeuge zu einer vergleichsweise milden Haftstrafe von viereinhalb Jahren verurteilt. Nachdem ein syrischer Zeuge den Vorwurf erhoben hatte, Nils D. habe im zweiten Halbjahr 2014 als Mitglied eines „Sturmtrupps“ des IS im Gefängnis der nordsyrischen Stadt Manbidsch zusammen mit anderen Männern drei Gefangene zu Tode gefoltert und danach ihre Leichen in Säcken weggeschafft, begann der Generalbundesanwalt ein neues Ermittlungsverfahren, das 2018 zu einem erneuten Haftbefehl gegen Nils D. führte. Seit dem 4. September 2019 musste sich Nils D. erneut vor dem Oberlandesgericht Düsseldorf verantworten. Am 26. November 2021 wurde Nils D. unter Anrechnung bereits verbüßter Haftzeit wegen Mordes in Tateinheit mit Kriegsverbrechen gegen Personen und mitgliedschaftlicher Beteiligung an einer terroristischen Vereinigung im Ausland zu zehn Jahren Haft verurteilt. Seine Mitwirkung an der Folterung und Ermordung eines Gefangenen sah das Oberlandesgericht Düsseldorf als gegeben an.
Im November 2015 berichteten Medien, dass Abdelhamid Abaaoud, der als Planer der Terroranschläge am 13. November 2015 in Paris gilt, im Frühjahr 2014 mit Mitgliedern der Lohberger Brigade in einem Haus im nordsyrischen Aʿzāz gewohnt habe. Im Dezember 2015 wurde berichtet, dass Hüseyin D., Bruder von Hasan D. und ebenfalls ein Mitglied der Lohberger Brigade, im Zusammenhang mit den Pariser Terroranschlägen vom 13. November 2015 von deutschen Behörden zur internationalen Fahndung ausgeschrieben ist. Er soll mit Abaaoud in Syrien in einem Haus zusammengelebt haben und mit ihm eng befreundet gewesen sein. Dies legen Fotos nahe, die bei Nils D. gefunden wurden.
Die liberal-islamisch orientierte Religionspädagogin Lamya Kaddor stellte 2013 mit Enttäuschung fest, dass fünf der Personen, die sich der Lohberger Brigade angeschlossen hatten und nach Syrien gegangen waren, zuvor Schüler ihres Schulversuchs „Islamkunde in deutscher Sprache“ gewesen waren, des Vorgängermodells für den heute regulären Islamunterricht in Nordrhein-Westfalen. In Dinslaken sei die Integration „gnadenlos gescheitert“, der Salafismus sei dort zu einer Jugendbewegung geworden. Als eine Ursache für den salafistischen Extremismus in Lohberg und anderen Orten in Deutschland konstatierte Eyüp Yildiz, erster stellvertretender Bürgermeister von Dinslaken (SPD), eine „Blase aus religiöser und sozialer Abschottung“, zu der auch eine Begeisterung für den türkischen Präsidenten Recep Tayyip Erdoğan gehöre, sowie eine „gescheiterte Integrationspolitik“.